# 流れ唄
『流れ唄』（ながれうた）は、千葉真一の楽曲。

## 概要
本曲は千葉真一が主演する『東京-ソウル-バンコック 実録麻薬地帯』の劇伴で採用されており、エンディング間近に千葉演ずる主人公がダンプカーを運転するシーンのバックで流されている。

## 収録曲
SIDE-A
- 流れ唄
作詞 - 中島貞夫、作曲 - 荒木一郎、編曲 - 小谷充[1]

SIDE-B
- 街角のエトランゼ
作詞・作曲 - 荒木一郎、編曲 - 小谷充[1]

伴奏
- キング・オーケストラ[1]

## 形式・製作
※ライナーノーツより。
- 盤式 - EP（2曲とも45回転）
- ライナーノーツ - 4ページ
- 規格番号 - BS-1768
- 発売年月日 - 1973年
- 発売価格 - ￥400
- 音楽レーベル - キングレコード